# Preliminariile Campionatului European de Fotbal 2012 - Grupa C
Această pagină prezintă rezultatele pentru Grupa C a Preliminariilor Campionatului European de Fotbal 2012.

## Clasament
| Legendă                            |
| ---------------------------------- |
| Calificată direct la turneul final |
| Avansată în play-off               |

| Echipa          | MJ | V | E | Î | GM | GP | DG  | Pct |
| --------------- | -- | - | - | - | -- | -- | --- | --- |
| Italia          | 10 | 8 | 2 | 0 | 20 | 2  | +18 | 26  |
| Estonia         | 10 | 5 | 1 | 4 | 15 | 14 | +1  | 16  |
| Serbia          | 10 | 4 | 3 | 3 | 13 | 12 | +1  | 15  |
| Slovenia        | 10 | 4 | 2 | 4 | 11 | 7  | +4  | 14  |
| Irlanda de Nord | 10 | 2 | 3 | 5 | 9  | 13 | −4  | 9   |
| Insulele Feroe  | 10 | 1 | 1 | 8 | 6  | 26 | −20 | 4   |

|                 | Estonia | Insulele Feroe | Italia | Irlanda de Nord | Serbia | Slovenia |
| --------------- | ------- | -------------- | ------ | --------------- | ------ | -------- |
| Estonia         | —       | 2–1            | 1–2    | 4–1             | 1–1    | 0–1      |
| Insulele Feroe  | 2–0     | —              | 0–1    | 1–1             | 0–3    | 0–2      |
| Italia          | 3–0     | 5–0            | —      | 3–0             | 3–0*   | 1–0      |
| Irlanda de Nord | 1–2     | 4–0            | 0–0    | —               | 0–1    | 0–0      |
| Serbia          | 1–3     | 3–1            | 1–1    | 2–1             | —      | 1–1      |
| Slovenia        | 1–2     | 5–1            | 0–1    | 0–1             | 1–0    | —        |

*Meciul dintre Italia și Serbia a fost întrerupt după șase minute din cauza unei revolte a fanilor sârbi. Corpul de Control și Disciplină al UEFA a decis ca meciul să fie câștigat de Italia cu scorul de 3-0 la masa verde.

## Rezultate și program
Programul meciurilor din Grupa C a fost negociat între participanți la o întâlnire în Belgrad pe 8 martie 2010.
| Estonia                  | 2 – 1  | Insulele Feroe |
| ------------------------ | ------ | -------------- |
| Saag 90+1' Piiroja 90+3' | Raport | Edmundsson 28' |

| Insulele Feroe | 0 – 3  | Serbia                                |
| -------------- | ------ | ------------------------------------- |
|                | Raport | Lazović 14' Stanković 18' Žigić 90+1' |

| Estonia    | 1 – 2  | Italia                  |
| ---------- | ------ | ----------------------- |
| Zenjov 31' | Raport | Cassano 60' Bonucci 63' |

| Slovenia | 0 – 1  | Irlanda de Nord |
| -------- | ------ | --------------- |
|          | Raport | C. Evans 70'    |

| Serbia    | 1 – 1  | Slovenia      |
| --------- | ------ | ------------- |
| Žigić 86' | Raport | Novaković 63' |

| Italia                                                            | 5 – 0  | Insulele Feroe |
| ----------------------------------------------------------------- | ------ | -------------- |
| Gilardino 11' De Rossi 22' Cassano 27' Quagliarella 81' Pirlo 90' | Raport |                |

| Serbia    | 1 – 3  | Estonia                                     |
| --------- | ------ | ------------------------------------------- |
| Žigić 60' | Raport | Kink 63' Vassiljev 73' Luković 90+1' (a.g.) |

| Irlanda de Nord | 0 – 0  | Italia |
| --------------- | ------ | ------ |
|                 | Raport |        |

| Slovenia                                            | 5 – 1  | Insulele Feroe  |
| --------------------------------------------------- | ------ | --------------- |
| Matavž 25', 36', 66' Novakovič 72' (pen.) Dedič 84' | Raport | Mouritsen 90+3' |

| Insulele Feroe | 1 – 1  | Irlanda de Nord |
| -------------- | ------ | --------------- |
| Holst 60'      | Raport | Lafferty 76'    |

| Estonia | 0 – 1  | Slovenia              |
| ------- | ------ | --------------------- |
|         | Raport | Sidorenkov 66' (a.g.) |

| Italia | 3 – 0 (awarded)* | Serbia |
| ------ | ---------------- | ------ |
|        | Raport           |        |

| Serbia                 | 2 – 1  | Irlanda de Nord |
| ---------------------- | ------ | --------------- |
| Pantelić 65' Tošić 74' | Raport | McAuley 40'     |

| Slovenia | 0 – 1  | Italia    |
| -------- | ------ | --------- |
|          | Raport | Motta 73' |

| Estonia       | 1 – 1  | Serbia       |
| ------------- | ------ | ------------ |
| Vassiljev 84' | Raport | Pantelić 38' |

| Irlanda de Nord | 0 – 0  | Slovenia |
| --------------- | ------ | -------- |
|                 | Raport |          |

| Insulele Feroe | 0 – 2  | Slovenia                          |
| -------------- | ------ | --------------------------------- |
|                | Raport | Matavž 29' Baldvinsson 47' (a.g.) |

| Italia                            | 3 – 0  | Estonia |
| --------------------------------- | ------ | ------- |
| Rossi 21' Cassano 39' Pazzini 68' | Raport |         |

| Insulele Feroe                       | 2 – 0  | Estonia |
| ------------------------------------ | ------ | ------- |
| Benjaminsen 43' (pen.) A. Hansen 47' | Raport |         |

| Irlanda de Nord                      | 4 – 0  | Insulele Feroe |
| ------------------------------------ | ------ | -------------- |
| Hughes 5' Davis 66' McCourt 71', 87' | Raport |                |

| Insulele Feroe | 0 – 1  | Italia      |
| -------------- | ------ | ----------- |
|                | Raport | Cassano 11' |

| Slovenia   | 1 – 2  | Estonia                        |
| ---------- | ------ | ------------------------------ |
| Matavž 78' | Raport | Vassiljev 29' (pen.) Purje 81' |

| Irlanda de Nord | 0 – 1  | Serbia       |
| --------------- | ------ | ------------ |
|                 | Raport | Pantelić 67' |

| Serbia                                | 3 – 1  | Insulele Feroe  |
| ------------------------------------- | ------ | --------------- |
| Jovanović 6' Tošić 22' Kuzmanović 69' | Raport | Benjaminsen 37' |

| Estonia                                 | 4 – 1  | Irlanda de Nord    |
| --------------------------------------- | ------ | ------------------ |
| Vunk 28' Kink 32' Zenjov 59' Saag 90+3' | Raport | Piiroja 40' (a.g.) |

| Italia      | 1 – 0  | Slovenia |
| ----------- | ------ | -------- |
| Pazzini 85' | Raport |          |

| Irlanda de Nord | 1 – 2  | Estonia                   |
| --------------- | ------ | ------------------------- |
| Davis 22'       | Raport | Vassiljev 77' (pen.), 84' |

| Serbia       | 1 – 1  | Italia       |
| ------------ | ------ | ------------ |
| Ivanović 26' | Raport | Marchisio 1' |

| Italia                              | 3 – 0  | Irlanda de Nord |
| ----------------------------------- | ------ | --------------- |
| Cassano 21', 53' McAuley 74' (a.g.) | Raport |                 |

| Slovenia    | 1 – 0  | Serbia |
| ----------- | ------ | ------ |
| Vršič 45+1' | Raport |        |

Note
- Nota 1: Ca pedeapsă pentru problemele create de suporterii Serbiei la meciul Italia v Serbia, aceasta a trebuit să își dispute următorul meci acasă împotriva Irlandei de Nord cu porțile închise. Totuși Asociația Irlandeză de Fotbal a obiectat și ca rezultat UEFA a permis Irlandei de Nord să aibă 200 de suporteri la meciul cu Serbia.[34][3] Fanii sârbi nu au fost lăsați să ia parte la meciul în deplasare contra Estoniei.[35]

## Golgheteri
6 goluri
- Antonio Cassano

5 goluri
| - Konstantin Vassiljev | - Tim Matavž |  |

3 goluri
| - Marko Pantelić | - Nikola Žigić |  |

2 goluri
| - Tarmo Kink - Kaimar Saag - Sergei Zenjov | - Fróði Benjaminsen - Giampaolo Pazzini - Steven Davis | - Paddy McCourt - Zoran Tošić - Milivoje Novakovič |

1 gol
| - Raio Piiroja - Ats Purje - Martin Vunk - Jóan Símun Edmundsson - Arnbjørn Hansen - Christian Holst - Christian Mouritsen - Leonardo Bonucci - Daniele De Rossi | - Alberto Gilardino - Claudio Marchisio - Thiago Motta - Andrea Pirlo - Fabio Quagliarella - Giuseppe Rossi - Corry Evans - Aaron Hughes - Kyle Lafferty | - Gareth McAuley - Branislav Ivanović - Milan Jovanović - Zdravko Kuzmanović - Danko Lazović - Dejan Stanković - Zlatko Dedič - Dare Vršič |

1 autogol
| - Raio Piiroja (în meciul contra Irlandei de Nord) - Andrei Sidorenkov (în meciul contra Sloveniei) | - Rógvi Baldvinsson (în meciul contra Sloveniei) - Gareth McAuley (în meciul contra Italiei) | - Aleksandar Luković (în meciul contra Estoniei) |

## Prezența la meci
| Echipa          | Cea mai mare | Cea mai mică | Total  | Medie  |
| --------------- | ------------ | ------------ | ------ | ------ |
| Estonia         | 8.660        | 5.185        | 33.637 | 6.727  |
| Insulele Feroe  | 5.654        | 974          | 12.111 | 2.422  |
| Italia          | 19.480       | 18.000       | 76.180 | 19.045 |
| Irlanda de Nord | 15.200       | 12.604       | 70.335 | 14.067 |
| Serbia          | 35.000       | 350          | 78.878 | 15.776 |
| Slovenia        | 15.790       | 9.848        | 68.868 | 13.774 |

## Suspendări
| Poz | Jucător                  | Țara            | Cartonaș galben | Cartonaș roșu | Suspendat pentru meciul(urile)              | Motiv                                                      |
| --- | ------------------------ | --------------- | --------------- | ------------- | ------------------------------------------- | ---------------------------------------------------------- |
| M   | Sander Puri              | Estonia         | 2               | 1             | v Slovenia (2 septembrie 2011)              | Cartonaș roșu într-un meci de calificare la Euro 2012      |
| M   | Pól Jóhannus Justinussen | Insulele Feroe  | 2               | 1             | v Irlanda de Nord (10 august 2011)          | Cartonaș roșu într-un meci de calificare la Euro 2012      |
| F   | Marko Šuler              | Slovenia        | 1               | 1             | v Estonia (2 septembrie 2011)               | Cartonaș roșu într-un meci de calificare la Euro 2012      |
| F   | Raio Piiroja             | Estonia         | 3               | 0             | v Slovenia (12 octombrie 2010)              | Cartonaș galben în două meciuri de calificare la Euro 2012 |
| M   | Dejan Stanković          | Serbia          | 3               | 0             | v Estonia (29 martie 2011)                  | Cartonaș galben în două meciuri de calificare la Euro 2012 |
| F   | Boštjan Cesar            | Slovenia        | 3               | 0             | v Irlanda de Nord (29 martie 2011)          | Cartonaș galben în două meciuri de calificare la Euro 2012 |
| M   | Aleksandr Dmitrijev      | Estonia         | 2               | 0             | v Irlanda de Nord (6 septembrie 2011)       | Cartonaș galben în două meciuri de calificare la Euro 2012 |
| M   | Ragnar Klavan            | Estonia         | 2               | 0             | v Insulele Feroe (7 iunie 2011)             | Cartonaș galben în două meciuri de calificare la Euro 2012 |
| F   | Taavi Rähn               | Estonia         | 2               | 0             | v Irlanda de Nord (7 octombrie 2011)        | Cartonaș galben în două meciuri de calificare la Euro 2012 |
| M   | Konstantin Vassiljev     | Estonia         | 2               | 0             | vs Italia (3 iunie 2011)                    | Cartonaș galben în două meciuri de calificare la Euro 2012 |
| M   | Martin Vunk              | Estonia         | 2               | 0             | v Irlanda de Nord (7 iunie 2011)            | Cartonaș galben în două meciuri de calificare la Euro 2012 |
| A   | Sergei Zenjov            | Estonia         | 2               | 0             | v Irlanda de Nord (11 și 15 noiembrie 2011) | Cartonaș galben în două meciuri de calificare la Euro 2012 |
| F   | Atli Gregersen           | Insulele Feroe  | 2               | 0             | v Slovenia (3 iunie 2011)                   | Cartonaș galben în două meciuri de calificare la Euro 2012 |
| M   | Chris Brunt              | Irlanda de Nord | 2               | 0             | v Insulele Feroe (10 august 2011)           | Cartonaș galben în două meciuri de calificare la Euro 2012 |
| F   | Jonny Evans              | Irlanda de Nord | 2               | 0             | v Estonia (6 septembrie 2011)               | Cartonaș galben în două meciuri de calificare la Euro 2012 |
| A   | David Healy              | Irlanda de Nord | 2               | 0             | v Slovenia (29 martie 2011)                 | Cartonaș galben în două meciuri de calificare la Euro 2012 |
| F   | Kyle Lafferty            | Irlanda de Nord | 2               | 0             | v Italia (11 octombrie 2011)                | Cartonaș galben în două meciuri de calificare la Euro 2012 |
| M   | Miloš Krasić             | Serbia          | 2               | 0             | v Estonia (29 martie 2011)                  | Cartonaș galben în două meciuri de calificare la Euro 2012 |
| F   | Slobodan Rajković        | Serbia          | 2               | 0             | v Insulele Feroe (6 septembrie 2011)        | Cartonaș galben în două meciuri de calificare la Euro 2012 |
| F   | Nemanja Vidić            | Serbia          | 2               | 0             | v Italia (12 octombrie 2010)                | Cartonaș galben în două meciuri de calificare la Euro 2012 |
| M   | Milan Jovanović          | Serbia          | 2               | 0             | -                                           | Cartonaș galben în două meciuri de calificare la Euro 2012 |
| P   | Samir Handanovič         | Slovenia        | 2               | 0             | v Italia (6 September 2011)                 | Cartonaș galben în două meciuri de calificare la Euro 2012 |
| M   | Robert Koren             | Slovenia        | 2               | 0             | v Serbia (11 October 2011)                  | Cartonaș galben în două meciuri de calificare la Euro 2012 |